# 산청군·함양군·거창군 (1973년 선거구)
산청군·함양군·거창군은 대한민국의 옛 국회의원 선거구이다. 당시 경상남도 산청군, 함양군, 거창군 지역을 관할했다.

## 역사
제9대 국회의원 선거를 앞두고 산청군 선거구와 함양군·거창군 선거구가 통합되면서 신설되었다.
제13대 국회의원 선거를 앞두고 산청군·함양군 선거구와 거창군 선거구로 분리되면서 폐지되었다.

## 역대 국회의원
| 선거   | 정당 | 정당       | 1위 의원 | 정당 | 정당       | 2위 의원 |
| ------ | ---- | ---------- | -------- | ---- | ---------- | -------- |
| 1973년 |      | 민주공화당 | 정우식   |      | 신민당     | 김동영   |
| 1978년 |      | 민주공화당 | 노인환   |      | 신민당     | 김동영   |
| 1981년 |      | 민주정의당 | 권익현   |      | 민권당     | 임채홍   |
| 1985년 |      | 민주정의당 | 권익현   |      | 신한민주당 | 김동영   |

## 역대 선거 결과

### 대한민국 제9대 국회의원 선거
|  | 32.97% |

|  | 22.34% |

|  | 16.28% |

|  | 12.91% |

|  | 9.01% |

|  | 6.46% |

### 대한민국 제10대 국회의원 선거
|  | 33.60% |

|  | 32.16% |

|  | 17.43% |

|  | 16.79% |

### 대한민국 제11대 국회의원 선거
|  | 32.41% |

|  | 18.25% |

|  | 15.89% |

|  | 14.94% |

|  | 11.67% |

|  | 4.60% |

|  | 2.21% |

### 대한민국 제12대 국회의원 선거
|  | 54.51% |

|  | 25.38% |

|  | 8.78% |

|  | 6.03% |

|  | 5.27% |